# Trichotowithius abyssinicus
Genre
Espèce
Synonymes
- Trichotowithius elgonensis Beier, 1955

Trichotowithius abyssinicus, unique représentant du genre Trichotowithius, est une espèce de pseudoscorpions de la famille des Withiidae.

## Distribution
Cette espèce se rencontre en Éthiopie et au Kenya.

## Description
Trichotowithius abyssinicus mesure de 2,7 à 3,5 mm.

## Étymologie
Son nom d'espèce lui a été donné en référence au lieu de sa découverte, l'Abyssinie.

## Systématique et taxinomie
L'espèce Trichotowithius elgonensis a été placée en synonymie avec Trichotowithius abyssinicus par Dashdamirov en 1992.

## Publication originale
- Beier, 1944 : Über Pseudoscorpioniden aus Ostafrika. Eos, Madrid, vol. 20, p. 173-212 (texte intégral).